# Karel Cruysberghs
Karel Cruysberghs (Meerhout, 28 maart 1891 – Korbeek-Lo, 6 mei 1976) was een Belgisch rooms-katholiek priester en prelaat.

## Levensloop
Cruysberghs was een zoon van de boer Jozef Jan Cruysberghs (1867-1936) en Maria Rosalia Monsieurs (1869-1891). Zijn moeder stierf in het kinderbed en Karel werd opgevoed door een tante. Hij volbracht zijn lagere en middelbare studies in Hoogstraten, Mechelen en Geel. Na tijdens de Eerste Wereldoorlog naar Engeland te zijn gevlucht werd hij er in 1915 tot priester gewijd en trad voortaan als aalmoezenier op aan het front. Hij kreeg er bekendheid vanwege zijn Vlaamsgezindheid, hoewel hij niet toetrad tot de Frontbeweging. 
De oorlog voorbij, studeerde hij nog godgeleerdheid aan de Katholieke Universiteit Leuven. In 1921 werd hij professor algemene moraal aan en directeur van het Mechelse Grootseminarie. Hij begon toen aan zijn publicaties, die zouden uitgroeien tot meer dan zestig religieuze werken. Hij werd ook een veelgevraagd kanselredenaar en werd bekend als "de klok van Vlaanderen", vanwege zijn radiocauserieën op zondagnamiddag.
In de jaren 1920 werd Cruysberghs door de katholieke hiërarchie ingezet om als verzoener op te treden tussen de Katholieke Actie (meer bepaald de Katholieke Studentenactie) en het Algemeen Katholiek Vlaams Studentenverbond (AKVS). Hij werd algemeen proost (1928-1971) van het Jeugdverbond voor Katholieke Actie (JVKA) en ondernam moeilijke onderhandelingen met het AKVS. Deze laatste wilde dat het JVKA zich zou beperken tot kerkelijke activiteiten, maar Cruysberghs, hoewel aansturend op verzoening, weigerde de politieke of maatschappelijke activiteiten uitsluitend aan het AKVS over te laten. In juni 1928 schreef hij dat het AKVS, wegens zijn uitsluitend politiek en nationalistisch karakter, geen lid kon worden van het JVKA. De breuk was hiermee volledig en betekende de ondergang van het AKVS. Cruysberghs betreurde dit negatief resultaat.
In 1929 werd hij erekanunnik van het aartsbisdom Mechelen en in 1936 werd hij huisprelaat van de paus. Hij werd vicerector (1931-1936) van de Katholieke Universiteit Leuven en kreeg medeverantwoordelijkheid voor de vernederlandsing ervan. In 1936 waren de Leuvense leergangen voor 88% ook in het Nederlands beschikbaar.
Hij werd vervolgens algemeen proost van de Belgische Boerenbond (1936-1962) en speelde een belangrijk rol in de redding van deze instelling uit de financiële crisis waarin ze was terechtgekomen.

## Publicaties
- De Kerk, Brussel, De Standaard, 1934.
- Maria-woorden in het Evangelie, Mechelen, 1935.
- Het lijdensprobleem, Brussel, De Standaard, 1936.
- Adveniat regnum Mariae, Antwerpen, 1943.
- Christus en zijn priester, Antwerpen, 1945.
- Moeder, Leuven, 1946.
- Voor outer en heerd, Leuven, 1948.
- Pastoor Pieter Jozef Dergent, een priester martelaar, Leuven, 1949.
- Maria's Glorie, Brussel, De Standaard, 1950.
- Jean-Marie Vianney, pauvre curé d'Ars, patroon bij de priesterlike zielenleiding, Leuven, 1959.
- Mémoires, Leuven, 1965.

## Eerbetoon
- De vroegere gebouwen van de Boerenbond in de Leuvense Minderbroedersstraat werden verbouwd tot studentenkamers en in herinnering aan de vroegere proost en vicerector kreeg het complex de naam "Residentie Mgr. Karel Cruysberghs".
- Een bronzen beeld van Cruysberghs werd in 2007 in Meerhout ingehuldigd op het plein tussen de bibliotheek en het rusthuis in de Gasthuisstraat.